# Hydropsyche scalaris
Hydropsyche scalaris là một loài Trichoptera trong họ Hydropsychidae. Chúng phân bố ở miền Tân bắc.